# Izokarboksazyd
Izokarboksazyd (łac. isocarboxazidum) – organiczny związek chemiczny, nieselektywny, nieodwracalny inhibitor monoaminooksydazy (MAOI) stosowany jako lek przeciwdepresyjny. Wraz z fenelzyną i tranylocyprominą jest jednym z zaledwie trzech klasycznych MAOI dostępnych w 2012 r. do zastosowania klinicznego w leczeniu zaburzeń psychicznych w Stanach Zjednoczonych, chociaż nie jest tak powszechnie stosowany w porównaniu z innymi. Przykładowe nazwy handlowe leków zawierających izokarboksazyd to: Marplan, Marplon i Enerzer (nie są dostępne w Polsce).
Stosowany jest przede wszystkim w leczeniu zaburzeń nastroju i lęku. Został również zbadany w leczeniu choroby Parkinsona i innych zaburzeń związanych z demencją. Izokarboksazyd, jak również inne MAOI, zwiększają poziom neuroprzekaźników monoaminowych serotoniny, dopaminy i noradrenaliny w mózgu.
Klasyczne inhibitory MAO, w tym izokarboksazyd, są stosowane rzadko ze względu na znaczące interakcje z żywnością i lekami oraz przez to, że zostały w dużej mierze wyparte przez nowsze leki przeciwdepresyjne, takie jak selektywne inhibitory wychwytu zwrotnego serotoniny (SSRI). Przyczyną interakcji jest to, że MAOI hamują metabolizm amin pochodzących z niektórych pokarmów (np. tyraminy) i neuroprzekaźników monoaminowych. W połączeniu z innymi lekami, które zwiększają poziom neuroprzekaźników monoaminowych, takimi jak SSRI, lub z niektórymi pokarmami bogatymi w tyraminę (np. takimi jak dojrzałe sery), MAOI mogą powodować niebezpieczne podwyższenie poziomu neuroprzekaźników monoaminowych, powodując potencjalnie zagrażające życiu stany, takie jak przełom nadciśnieniowy i zespół serotoninowy.